# Jiang Qing

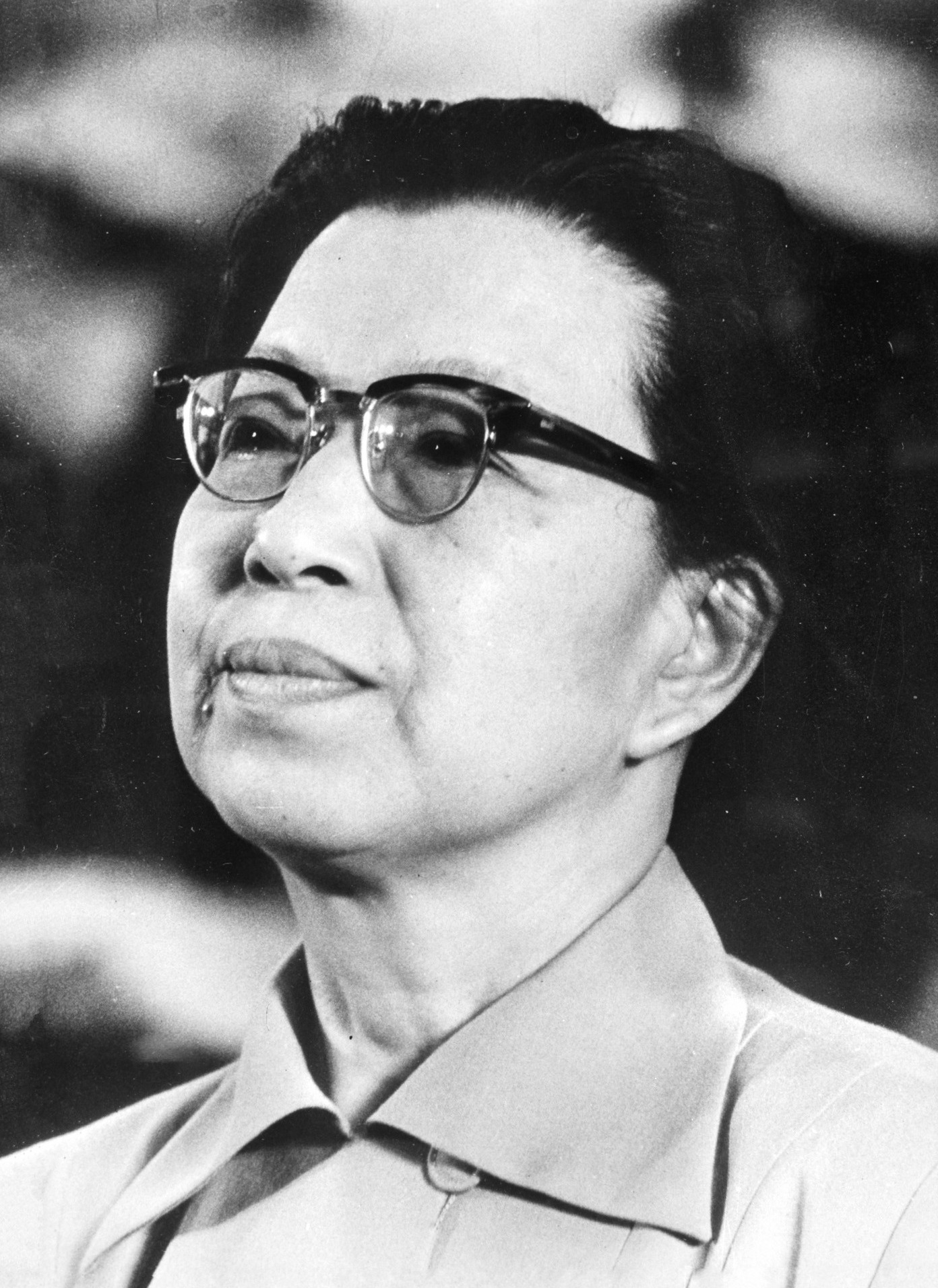
Jiang Qing, Okt 1976

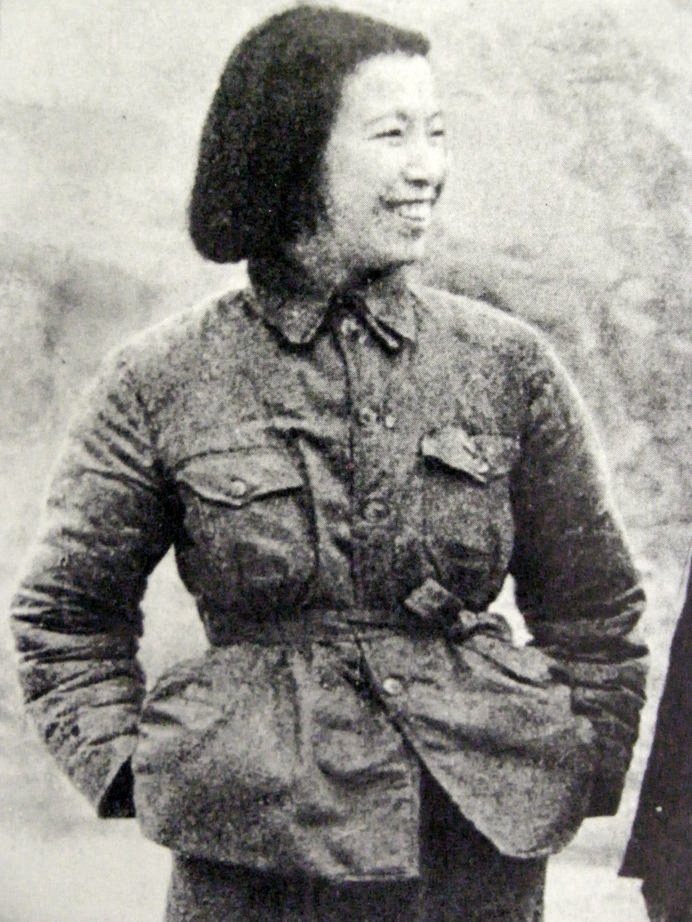
Jiang Qing, in Yan'an, um 1940

Jiang Qing (chinesisch 江青, Pinyin Jiāng Qīng, W.-G. Chiang Ch'ing; * März 1914 in Zhucheng, Provinz Shandong, Republik China; † 14. Mai 1991 in Peking, Volksrepublik China) war die vierte und letzte Ehefrau Mao Zedongs und eine treibende Kraft hinter der chinesischen Kulturrevolution. Während ihrer Karriere als Schauspielerin war sie unter dem Namen Lan Ping (chin. 蓝苹) bekannt, im Laufe ihres Lebens nahm sie diverse weitere Namen an. Sie heiratete Mao Zedong 1939 und wurde aufgrund ihrer Position als „First Lady“ Chinas in der westlichen Literatur oft auch als „Madame Mao“ bezeichnet.

## Leben

### Frühe Jahre
Jiang Qing wurde als Li Shumeng (李淑蒙,  Lǐ Shūméng) in Zhucheng, in der Provinz Shandong geboren. Ihr Vater, Li Dewen, der bereits 60 Jahre alt war, besaß nach einer Quelle ein kleines Handwerksunternehmen, nach einer anderen eine Gastwirtschaft. Der Name der Mutter, die 30 Jahre alt war, ist unbekannt. Vermutlich war sie Lis Nebenfrau, eine Position, die sie für die Zeitgenossen verächtlich machte. Der Vater war ein Trinker, der mit der Mutter häufig stritt. Die Mutter verließ ihren Mann und nahm ihre Tochter Shumeng mit, so schreibt diese in ihrer Autobiographie. Nach einer anderen Quelle verstieß er, als die Tochter fünf Jahre alt war, beide und zwang die Mutter damit, sich als Bedienstete in Haushalten Wohlhabender durchzuschlagen. Als die Tochter sechs Jahre alt war, brach die Mutter ihr, wie es in dieser Zeit noch üblich war, die Füße, erlaubte ihr dann aber, die Bandagen nicht mehr zu tragen, sodass ihre Füße sich normal entwickelten.
Li Shumeng besuchte, mit Unterbrechungen, zwei Grundschulen in Zhucheng. Ihr Verhalten stimmte nicht immer mit den Erwartungen überein, die man an ein Mädchen stellte. Sie war eher eine Außenseiterin, die, wenn herausgefordert, Auseinandersetzungen nicht aus dem Weg ging. Mitte der 1920er Jahre wandte sich ihre Mutter an ihre Herkunftsfamilie in Jinan und bat um Unterstützung für sich und die Tochter. Die Eltern waren dazu bereit, so dass Li Shumeng in die Obhut der materiell abgesicherten und sozial anerkannten Großeltern kam. Von ihnen erhielt sie auch ihren neuen Namen, Li Yunhe (李云鹤,  Lǐ Yúnhè). Ihr Leben bewegte sich nun in ruhigeren Bahnen. Der Großvater ermöglichte ihr den Besuch der Mittelschule. 1926/27 nahm ihre Mutter sie dann mit nach Tianjin zu einer deutlich älteren Halbschwester des Mädchens. Li Yunhe besuchte in dieser Zeit keine Schule, sondern half widerwillig im Haushalt der Halbschwester. 1928 kehrte Li Yunhe nach Jinan zu den Großeltern zurück. Die Mutter heiratete vermutlich erneut und spielte im Leben ihrer 14-jährigen Tochter ab diesem Zeitpunkt keine größere Rolle mehr.
1928 wurde das Mädchen für mehrere Monate Mitglied einer wenig seriösen Vorstadttheatergruppe. Sie kehrte aber auf Veranlassung des Großvaters, der sie freikaufen musste, wieder nach Hause zurück. Wenig später bewarb sie sich an der auf Provinzebene neu gegründeten Akademie für experimentelles Theater (山东省立实验剧院,  Shāndōng shěnglì shíyàn jùyuàn) und wurde zu ihrer und der Familie Überraschung angenommen. Als eines von nur drei Mädchen ihres Jahrgangs studierte sie bis zur Schließung der Schule Ende 1930. Neben dem Unterricht in traditionellen Theaterformen erhielten die Studenten auch die Möglichkeit, westliche Musikinstrumente zu erlernen und neue schauspielerische Ausdrucksformen wie das moderne Sprechtheater zu studieren.
Bereits 1931 ging sie nach Qingdao, wurde Studentin und Wanderschauspielerin. Außerdem trat Li He der „Liga linker Dramatiker“ und der „Liga linker Schriftsteller“ bei, 1932 schloss sie sich überdies der Anti-imperialistischen Liga an. Indem sie so Vertrauen gewann, arbeitete sie auf das Ziel der kommunistischen Parteimitgliedschaft hin. Sie trat schließlich 1933 der Kommunistischen Partei Chinas in Qingdao bei.

### Shanghai – schauspielerische und politische Ambitionen
Noch im selben Jahr zog Jiang Qing nach Shanghai. Dort trat sie mit der Shanghaier Werk-Studiums-Truppe als Schauspielerin auf, während sie gleichzeitig an einer Abendschule für Arbeiter unterrichtete und versuchte, mit der im Untergrund arbeitenden Kommunistischen Partei in Shanghai Kontakt aufzunehmen. Infolge dieser Bemühungen kam es zu einer Festnahme durch die Guomindang. Nach ihrer Freilassung nahm Jiang Qing ihre Karriere als Schauspielerin wieder auf und wirkte zwei Jahre lang in politisch ausgerichteten Filmen mit. Ihr Künstlername als Filmschauspielerin war Lán Píng (蓝苹 = blauer Apfel). In diesen Jahren wandte sie sich auch verstärkt der Politik zu und spielte in einem Theaterverband, der „progressive“ Stücke für die Landbevölkerung aufführte. Während ihrer Zeit als Schauspielerin führte Jiang Qing Beziehungen bzw. Ehen mit verschiedenen Männern, unter anderem mit Tang Na, einem linken Autor und Propagandisten proletarischer Literatur. Dieser unternahm, angeblich als er von einer möglichen Affäre seiner Frau erfuhr, einen erfolglosen Suizidversuch, was später der Parteiführung als einer der Gründe dafür dienen sollte, die Beziehung zwischen Jiang Qing und Mao entschieden abzulehnen.

### Yan’an (Shaanxi) – die vierte Ehefrau Mao Zedongs
1937 gelangte die inzwischen 23-jährige Schauspielerin nach Yan’an, um an der Akademie für dramatische Kunst zu arbeiten. Nach einer sechsmonatigen militärischen Grundausbildung studierte sie an der Lu-Xun-Akademie, an der Mao gelegentlich über Philosophie und Literatur sprach. Um sich der Namen Li Yunhe und Lan Ping und der damit verknüpften unseligen Erinnerungen an Shanghai zu entledigen, nahm sie, wie viele andere, mit ihrem neuen kommunistischen Leben auch einen neuen Namen an – Jiang Qing.
1939 begann sie ihre Liaison mit dem fast 20 Jahre älteren Anführer des Langen Marsches, Mao Zedong. Da Jiang Qing bereits mehrere eheähnliche Verbindungen hinter sich hatte, in Shanghai mit einigen Skandalen in Verbindung gebracht worden war und überdies Maos vorherige Ehefrau He Zizhen, die sich großer Beliebtheit erfreute, verdrängte, war die Parteiführung von Maos Wahl nicht erfreut. Es wird vermutet, dass Jiang Qing infolgedessen sogar dazu verpflichtet wurde, zunächst öffentlich nicht mit Mao aufzutreten, sich in der Partei nicht zu engagieren oder selbst politische Ämter anzustreben. Womöglich deshalb betätigte sich Jiang Qing in den ersten acht Jahren ihrer Ehe vor allem als Maos Privatsekretärin.

### Anfänge alsFirst Lady

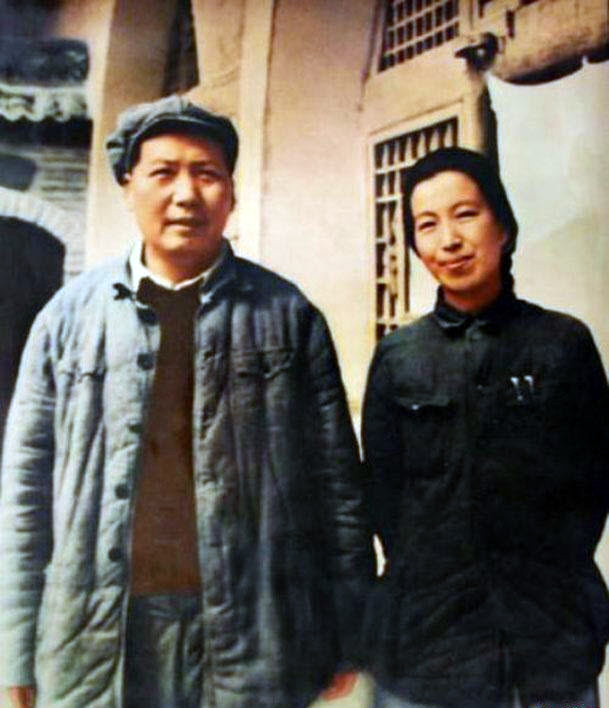
Mao und Jiang Qing, 1946

Anfang der 1950er Jahre versuchte Jiang Qing immer wieder, sich auch politisch zu engagieren, nahm beispielsweise 1950/51 an der Bodenreform in Ostchina sowie an der Reform des Eherechts in der Umgebung von Wuhan teil. 1954 brachte sie eine ideologische Diskussion über den klassischen Roman Der Traum der Roten Kammer in Gang. Allerdings waren diese Versuche nicht von großem Erfolg gekrönt: Jiang Qing wurde genötigt, ihr Engagement geheim zu halten und musste Ende 1951 von ihrem Posten als Leiterin des Allgemeinen Büros im Zentralkomitee der Partei zurücktreten. Sie wurde also erneut Maos Privatsekretärin und blieb auch die gesamten 1950er Jahre in diesem Amt. In dieser Zeit litt Jiang Qing an diversen Krankheiten – man geht davon aus, dass es sich überwiegend um psychosomatische Beschwerden handelte –, infolge derer sie sich auch einige Male zur Behandlung in der Sowjetunion aufhielt. In Jiang Qings eigenen Erinnerungen waren die 1950er Jahre von physischer und politischer Belastung geprägt, Krankheit und Genesung, Rückzug aus politischen Ämtern und Wiederaufnahme früherer Positionen wechselten sich ab.

### Aufstieg zur Macht
Erst Mitte der 1960er Jahre wurden Jiang Qings Bemühungen um politischen Einfluss allmählich erfolgreicher. Ihr Fachgebiet im politischen Bereich blieb dabei weiterhin die Kultur. Ab 1964 zeigte sich Mao bei wichtigen Anlässen wie dem Nationalfeiertag mit ihr, noch im selben Jahr wurde sie in den Nationalen Volkskongress gewählt. 1966 war es schließlich Jiang Qing, die von Mao an die Peking-Universität geschickt wurde, um von dort aus eine Massenbewegung zu starten, die als „Kulturrevolution“ in die Geschichte eingehen sollte. Jiang Qing spielte eine maßgebliche Rolle in der „Gruppe Kulturrevolution“. Sie sprach in dieser Anfangsphase der Kulturrevolution häufig auf Massenversammlungen, führte sogar beim Aufmarsch der Massen in Peking zum 25. Jubiläum von Maos Yan’an-Reden den Vorsitz – ein Ereignis, das gleichzeitig den Höhepunkt von Jiang Qings Popularität bildete. Sie unterband erfolgreich die Publikation traditioneller Werke in allen Bereichen der Kunst. Insbesondere Chinas populäre Alte Oper litt unter einem Aufführungsverbot zugunsten durch Jiang initiierter neuer Opern mit kommunistischen Inhalten, den sogenannten 8 „Modellopern“. Darüber hinaus trug sie zur Zerstörung großer Bibliotheksbestände des alten China bei. In dieser Zeit nutzte sie ihre wachsende Machtfülle und ließ missliebige Künstler und ehemalige Weggefährten durch Schnellgerichte zum Tode verurteilen. Jiang Qing arbeitete dabei mit Zhang Chunqiao, Yao Wenyuan und Wang Hongwen zusammen, die vier sollten später als so genannte „Viererbande“ angegriffen werden. Von da an war sie – nach Mao Zedong – eine der mächtigsten Personen in der Volksrepublik China. In dieser Rolle gelang es ihr, die jugendlichen Roten Garden gegen ihr missliebige Parteiführer wie Deng Xiaoping und Liu Shaoqi aufzubringen.
Im April 1969 wurde Jiang Qing ins Politbüro gewählt. Auch an der Planung der nationalen Kampagne gegen Lin Biao im Jahre 1970/71 war sie maßgeblich beteiligt. Überdies überarbeitete sie bis in die Mitte der 1970er Jahre die in den 1960ern eingeführten Revolutionsopern, Balletts und musikalischen Kompositionen, ließ von einigen auch Filmfassungen anfertigen. Jiang Qings persönlicher Einfluss auf Kunst und Kultur war in dieser Phase so groß, dass in Bezug auf die historische Entwicklung der chinesischen Kunst sogar von einer „Jiang-Qing-Ära“ gesprochen wird.

### Niedergang und Tod
Jiang Qing verlor während der Kulturrevolution an Popularität und wurde gegen Ende der Regierungszeit Maos zur willkommenen Projektionsfläche für sämtliche Schandtaten des Mao-Regimes. Ihr aggressives, kaltes Auftreten sowie eine Vielzahl menschenverachtender Handlungen brachten Chinas Öffentlichkeit zusätzlich gegen sie auf. Sie wurde zur „bösen Frau“ stilisiert, die ihre Position als Maos Ehefrau dazu genutzt habe, sich zur „Kaiserin“ aufzuschwingen, die den zunehmend kranken und isolierten Mao manipuliert habe und so auch für dessen Fehler verantwortlich gemacht werden könne.
1976, nur einen Monat nach Maos Tod, wurde Jiang Qing mit den anderen Mitgliedern der sogenannten Viererbande verhaftet und 1981 zur „bedingten Todesstrafe“ mit Aussetzung zur Bewährung verurteilt. Das Urteil wurde zwei Jahre später in lebenslange Haft umgewandelt. An Kehlkopfkrebs erkrankt, wurde sie 1991 aus gesundheitlichen Gründen entlassen. Sie starb zehn Tage später; laut offiziellen Angaben beging sie Suizid durch Erhängen.
Jiang Qing beendete damit ein äußerst turbulentes Leben, das vor allem von ihren jahrelangen Bemühungen um Anerkennung und politischen Einfluss geprägt war. Häufig als Frau mit einem außergewöhnlichen Ausmaß an Intelligenz, Ehrgeiz und Zielstrebigkeit beschrieben, gleichzeitig aber als in privaten ebenso wie in professionellen Beziehungen als chronisch unsicher bezeichnet, rief sie bei Zeitgenossen immer extreme Reaktionen hervor, löste begeistertes Lob oder vollkommene Ablehnung aus.

## Filmografie (Auswahl)
- 1935: Dūshì fēngguāng (都市風光, „Großstadtszenen“) von Yuan Muzhi
- 1936: Láng shān dié xuè jì (狼山喋血记, „Blutbad am Wolfsberg“) von Fei Mu – Soldatenehefrau
- 1937: Liánhuá jiāoxiǎngqǔ (联华交响曲, „Linhua-Sinfonie“)
- 1937: Wánglǎowǔ (王老五, „Der alte Junggeselle Wang“) – Wangs Ehefrau

### Fiktionale Literatur
- Oper Nixon in China (1972/87) bei Peter Sellars (Konzept, Regie), Alice Goodman (Libretto) und John C. Adams (Musik)
- Anchee Min: Madame Mao, Fischer, Frankfurt/Main 2007, ISBN 3-596-17683-2 (englische Originalausgabe: Becoming Madame Mao, Mariner Books, 2001, ISBN 0-618-12700-3)[28]